# Franctirador

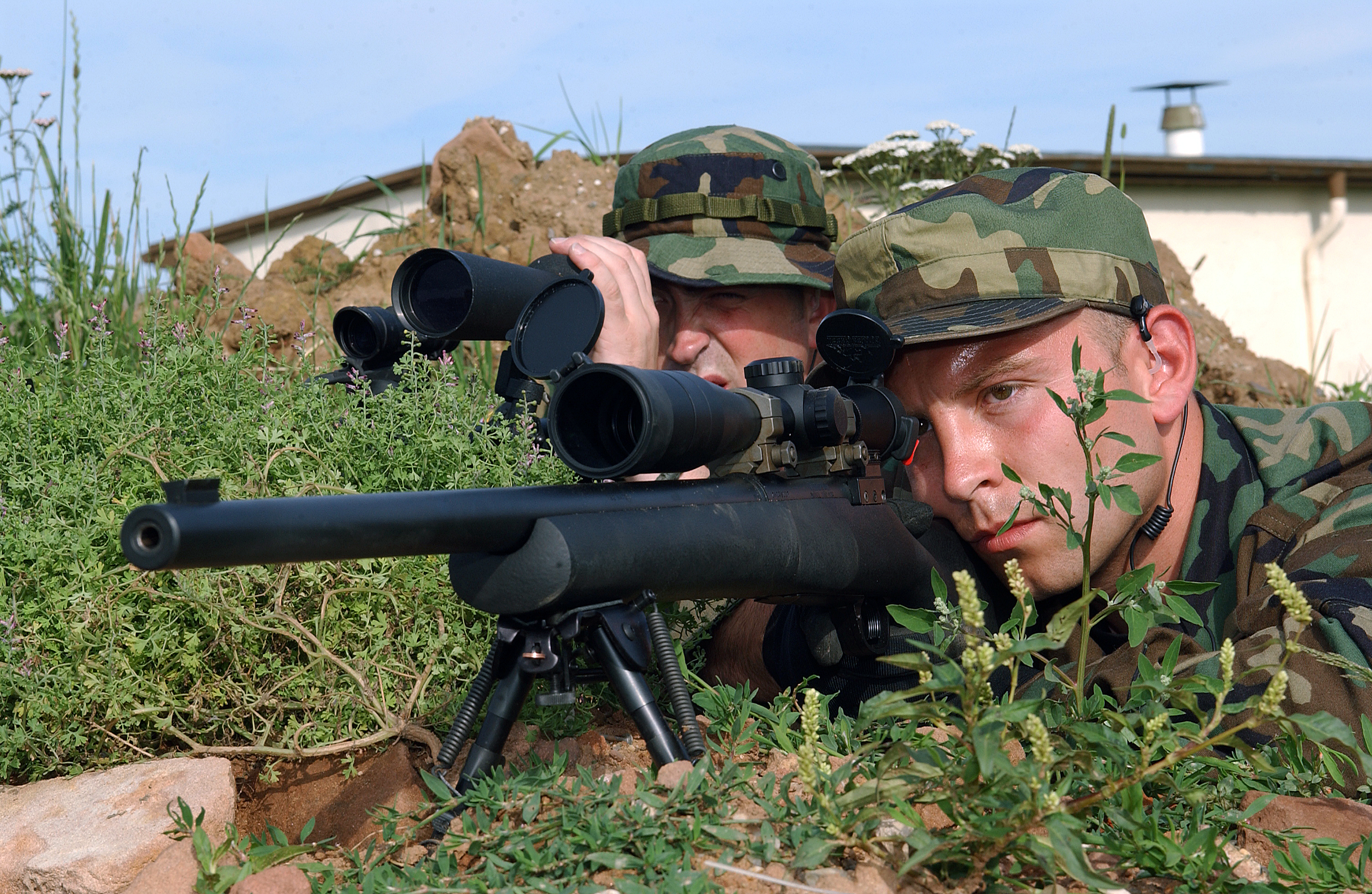
Un equip format per un franctirador i un observador de les Forces Aèries dels Estats Units.

Un franctirador és un soldat d'infanteria expert en tasques de camuflatge i tirador d'elit, que dispara amb un fusell a grans distàncies i des d'un lloc ocult, a objectius seleccionats. Idealment, un franctirador hàbil s'acosta a l'enemic (que desconeix la seva presència) sense ésser vist, utilitza eficaçment una sola bala per blanc i es retira sense ésser descobert.
L'origen del terme se situa a la Guerra francoprussiana (1870-1871). Les millors tècniques permeteren a l'exèrcit francès de dotar-se de fusells de llarg abast, ideals per a abatre enemics des de posicions llunyanes. Els soldats prussians els anomenaven "franc-tireurs", és a dir "tiradors francs" (lliures, que no pertanyen a cap cos regular). Aquesta situació fou la que impulsà els soldats alemanys a cometre crims en contra de la població civil, especialment a Bèlgica, durant la Primera Guerra Mundial, ja que encara conservaven el record de les baixes causades per aquests durant el conflicte anterior.

## Tàctiques

### Objectius

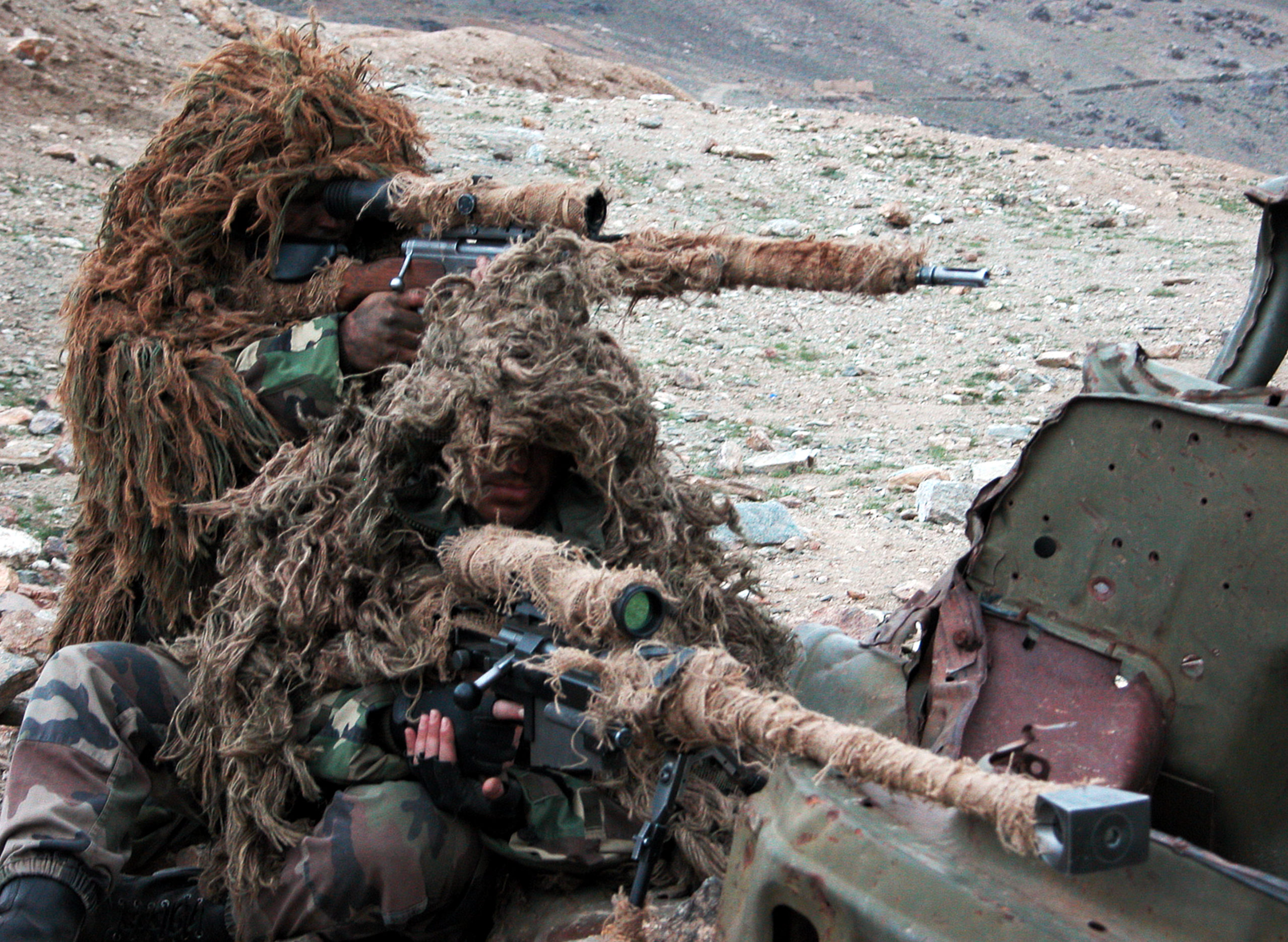
Franctiradors de l'exèrcit francès utilitzant un fusell de precisió FR-F2 (al darrere) i un fusell anti-material PGM Hecate II (al davant). Fotografia realitzada en una missió a l'Afganistan l'any 2005.

Els franctiradors militars poden tenir com a objectiu no tan sols persones sinó també material militar sensibles com ara equips de comunicacions o avions de combat mentre estan estacionats a terra. Sovint se cerca causar la màxima interferència a les activitats enemigues i per això són objectius prioritaris els oficials enemics així com els especialistes (de comunicacions, enginyers, metges, etc.). El franctirador pot identificar els oficials per la seva aparença i actitud: símbols de rang, segons la posició en el vehicle, per ser assistit per altres soldats, per donar ordres i moure's entre diferents posicions, etc.
Una altra funció prioritària dels franctiradors militars és el reconeixement i observació per tal d'indicar les posicions enemigues als vehicles o artilleria per tal que les destrueixin. Per aquesta funció són extremadament útils les habilitats i tàctiques avançades d'infiltració i observació a llarga distància per apropar-se i observar l'enemic. En aquest tipus de missions segueixes unes normes estrictes per tal de no revelar la seva posició i només disparen si es troben amb objectius de gran valor (com per exemple un oficial d'alt rang enemic).
Les missions "antimaterial" es realitzen amb fusells especials amb calibres grans i cartutxos especials. Solen disparar vehicles o equipament enemics molt car i sofisticat o bé en reserves clau (per exemple tancs de combustible). Un tret d'armes d'aquest calibre pot avariar o destruir si es localitza a parts sensibles com ara: la turbina d'admissió d'un avió de reacció, la part frontal d'un míssil, les òptiques dels sistemes de punteria o una antena de radar.

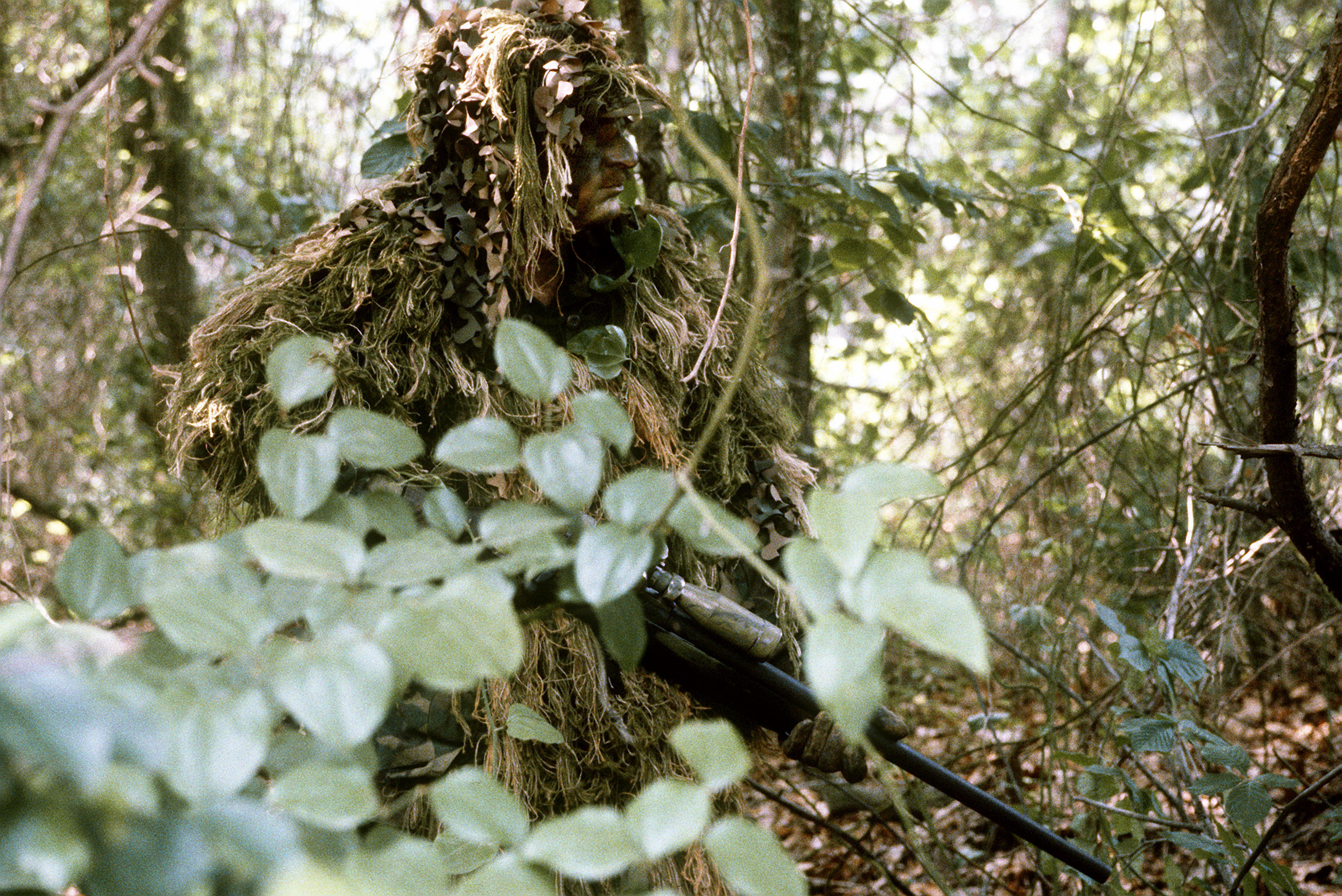
Un franctirador del Cos de Marines dels Estats Units d'Amèrica portant un vestit de camuflatge tipus ghillie.

### Localització del tret
La localització del tret varia en funció del tipus de franctirador:
- Els franctiradors militars normalment disparen a objectius situats a més de 300 m i, per tant, disparen al cos tot apuntant al pit. Aquests trets depenen del dany als òrgans i la pèrdua de sang per a matar o deshabilitar l'enemic.
- Els franctiradors policials solen disparar a distàncies molt menors, permetent realitzar tret precisos a qualsevol part de l'objectiu. Per exemple en un cas l'any 2007, a Marsella, un franctirador de la policia francesa situat a 80 m va impactar i destruir la pistola amb la qual un home amenaçava de suïcidar-se. En situacions d'alt risc -per exemple quan delinqüents armats amenacen de disparar- poden intentar disparar directament al cap per assegurar una mort instantània.

### Canvi de d'ubicació
Sovint en casos amb múltiples objectius els franctiradors canvien d'ubicació, canviant a una altra punt de tir un cop disparats alguns trets. Això dificulta que siguin localitzats per les forces enemigues a més de crear confusió tot fent pensar que hi ha diversos tiradors atacant-los. En altres situacions el canvi de posició de tir es realitza per tal de compensar el factor de desviació del vent o per aconseguir un vector de tir millor per un objectiu concret.

### Emmascarament del so
Els fusells utilitzats pels franctiradors acostumen a ser com potents i, per tant, cada tret provoca un so molt intens. El gran calibre utilitzat sovint no permet la utilització de silenciadors. Per tant, una tàctica útil és la d'emmascarar el so del tret disparant alhora que es produeix un altre so intens per exemple, en situacions de combat, el so de l'artilleria o el pas d'un vehicle pesat. Això permet disparar de forma inadvertida -per a objectius aïllats- o fer-ho causant una major confusió en els soldats enemics (que desconeixen qui o què ha disparat). Aquesta tècnica s'utilitza sovint en operacions encobertes, tàctiques d'infiltració o les de guerrilla.

## Precedents

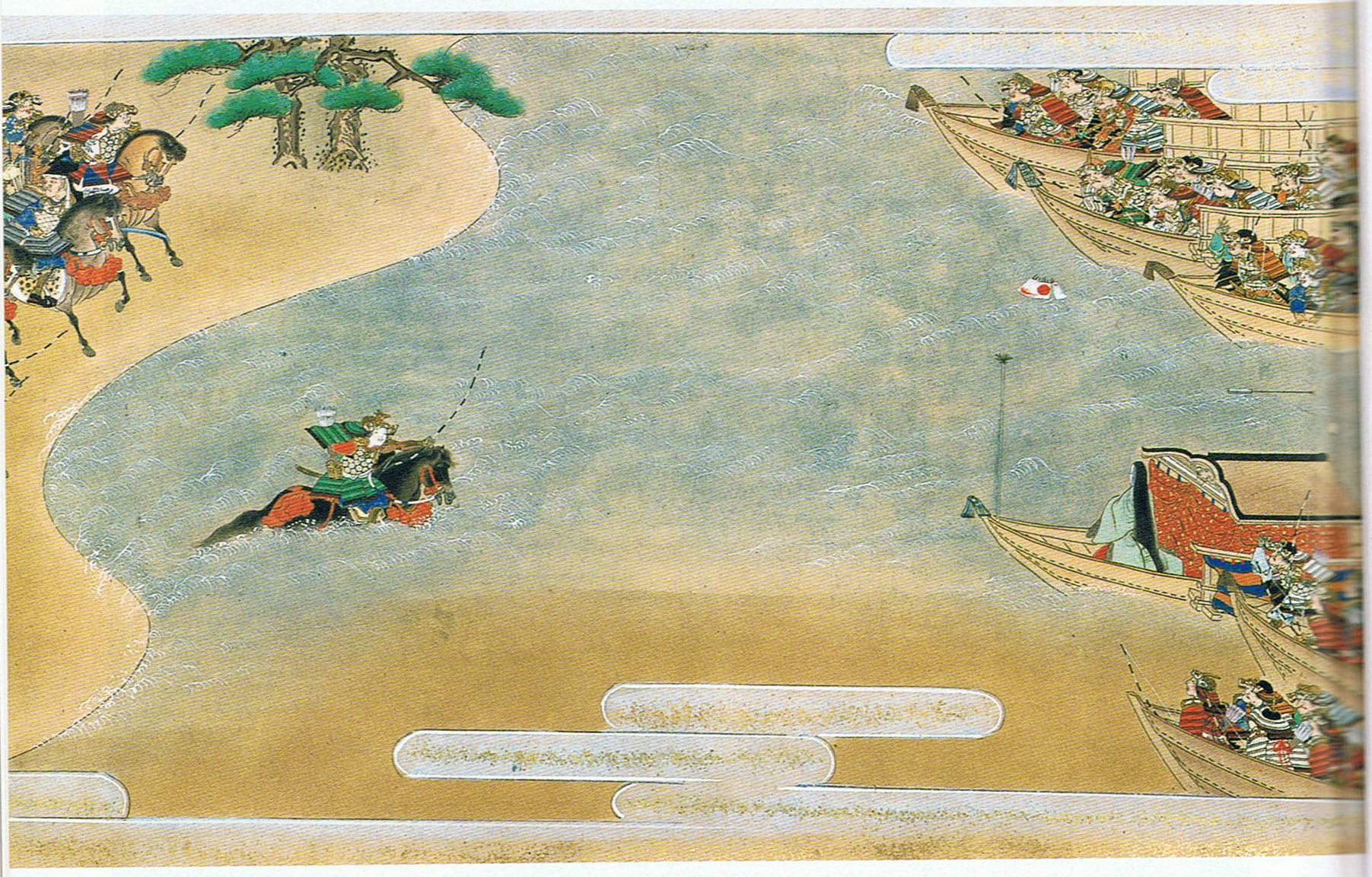
Batalla de Yashima.

Abans de les armes de foc hi havia tiradors de precisió amb arc i ballesta. També els dards, les sarbatanes i les fones podrien considerar-se entre les armes de git a distància susceptibles de ser emprades per a objectius precisos i concrets. Segons els límits de la potència i precisió de l’arma, les accions dels tiradors lliures primitius podien assemblar-se a les tasques dels franctiradors moderns amb armes de foc.

### Amb arc
La tècnica tradicional dels arquers era tirar en grup contra enemics concentrats. També era freqüent que alguns arquers experts disparessin contra objectius ben localitzats. Un arquer famós fou Aster que va deixar borni de l’ull dret a Filip II de Macedònia. De forma deliberada i no pas per casualitat. Un arquer llegendari fou Robin Hood. A la batalla de Yashima un tret excepcional va passar a la posteritat. Nasu no Yoichi va encertar un blanc difícil muntat a cavall i des de dins de l'aigua.
- A les Invasions japoneses de Corea (1592-1598), l’ arc coreà oferia unes prestacions superiors a les dels arcs dels atacants.[9]

Segons els experts, en l'època de les Invasions japoneses del segle XVI l'abast d'un arc coreà era d'uns 460 metres, superior a l'abast dels arcs japonesos d'uns 320 metres.
En les lluites defensives contra els japonesos invasors, els coreans ja disposaven d'un invent que permetia allargar molt l'abast de les fletxes. Es tractava de la combinació d'una guia independent (tong-ah) i de fletxes molt curtes (uns 30 cm, contra les fletxes normals d'uns 63 cm). La guia anava lligada amb una llaçada llarga a la mà que estirava la corda. La precisió del tir era menor però, en les tirades en massa contra guerrers enemics agrupats, encertar un objectiu concret no era gaire important.
El mètode de tirar amb guia i fletxa curta és difícil de descriure amb precisió. Primer s'engalzava el culatí de la fletxa a la corda. A continuació s'inseria la guia sota la fletxa. Un cop fletxa i guia en posició, l'arquer podia tensar l'arc (desplaçant fletxa i guia) o sobretensar-lo. En amollar la corda i tirar, la fletxa sortia i la guia quedava retinguda per l'arquer.

### Amb ballesta
Els ballesters medievals més notables foren genovesos i catalans. En les guerres terrestres, els ballesters eren fonamentals. Principalment a peu però també a cavall. En les batalles navals eren decisius. En Ramon Muntaner defensava els “ballesters en taula “ a bord de les galeres de guerra. I anomenava els ballesters catalans “los pus sobirans ballesters del món”.
- 1233. Setge de Borriana. El rei Jaume el Conqueridor comentava la precisió dels ballesters sarraïns.[16]
- 1285. En el Setge de Girona de 1285, entre les forces defensores hi havia sis-cents ballesters sarraïns del regne de València.[17] Armats amb ballestes de dos peus i un bon coltell, i famosos per la gran precisió dels seus trets. La Crònica de Bernat Desclot recull un tret excepcional, des de la muralla fins a l'Església de Sant Feliu de Girona ( a l’època situada fora muralles). La treta (projectil) va passar per una escletxa d’un dit i mig que deixaven els porticons de la finestra, traspassant un cavaller francès i un seu servent.[18]

### Amb armes de foc
Les armes de foc de canó llarg, amb ànima estriada, foren les precursores veritables dels franctiradors. Les armes de canó llis eren més ràpides de carregar. La bala anava baldera pel canó i no la calia empènyer. Però les armes ratllades, més difícils i lentes de carregar, proporcionaven més potència i precisió.
- 1523. Benvenuto Cellini matava coloms amb bala a dues-centes passes.[19][20]
  - Saqueig de Roma (1527). Cellini va actuar com a tirador expert amb diverses peces d’artilleria. A la seva autobiografia declarava que cada dia provocava una baixa enemiga.[21][22] Una altra obra parla de Cellini com a tirador expert, autor de la mort de Filibert de Chalôns i de Carles III de Borbó.[23]
- 1675. “Gispeliers” francesos, armats amb carrabines inspirades en les de “xispa” catalanes. Sébastien Le Prestre de Vauban insistia que les "gispes" catalanes eren millors que els fusells de l'època.[24][25][26]
- 1678. Elogi de les “gispes” catalanes.[27]

| «                                                                                          | “... m'envoyerent dire qu'ils voyoient un homme dans le grand chemin de Barcelonne à Gironne, qui avoit la mine d'estre quelque chose, & à qui l'on voyoit une gispe sur l'épaule, qui est une espece de fusil, mais beaucoup meilleur & plus juste.”. …m'enviaren a dir que veien un home al camí ral de Barcelona a Girona, que tenia tota la pinta de ser algú important, i que duia una “xispa” penjada a l'espatlla, que és una mena de fusell, però millor i més precís… | » |
| — Relation de ce qui s'est passe en Catalogne. -Paris, G. Quinet 1678 Per..... de Caissel. | |   |

- Lord Byron: “The unerring rifle of the Catalan...”[28]
- 1789. Definició del terme “escopeta” en portuguès: “Escopeta : Espingarda usada dos miqueletes atiradores mui certeiros, das montanhas de Catalunha”.[29]

## Història militar

### Guerra de la Independència dels Estats Units
El 1776, el Congrés de la Unió va autoritzar la creació de deu companyies de fusellers. Es tractava d’unitats de tiradors experts , amb components seleccionats entre pagesos i camperols que empraven escopetes de canó llarg amb ànima ratllada. Aquests fusells de canó llarg i estriat es denominaren després: long rifles, Pensylvannia rfles o Kentucky rifles. Finalment es crearen tretze companyies de vuitanta fusellers cadascuna. Sota el comandament del general Daniel Morgan.
- 1777. Batalla de Saratoga.[33] La participació de quatre-cents fusellers liderats pel (aleshores) comandant Daniel Morgan fou molt important. Causaren moltes baixes d'oficials i artillers.[34] Una víctima notable fou el general Simon Fraser of Balnain,[35] disparat per Timothy Murphy des d’una distància d’unes tres-centes iardes.[36][37]

### 1801-1900
El terme «sharp shooter» (tirador expert) fou emprat pels diaris britànics des de 1801. Una nota publicada el 23 de juny de 1801, en el diari Edinburgh Advertiser, parlava de dues companyies de tiradors experts formant part d’un regiment. «Sharp shooters» que eren necessaris en l’estil modern de guerra.
El rifle Whitworth fou considerat per alguns el primer rifle de franctirador de llarg abast del món. Fou dissenyat per Joseph Whitworth. Es tractava d’un rifle d’avant-càrrega amb canó poligonal (sense estries). No calia forçar la bala contra les estries. Comparat amb el rifle Enfield model 1853, era molt més precís: tres vegades més precís. A més, el seu abast era superior: 2000 iardes (contra 1400 iardes del rifle Enfield).